# Tetra cu nas ciudat
Tetra nas-ciudat (Hemigrammus rhodostomus) este o specie de pește tropical de apă dulce originară din America de Sud, populară printre acvariști ca pește de acvariu. Una dintre numeroasele mici specii de tetra aparținând aceluiași gen, măsoară în medie 5 cm lungime când este adult și este un favorit al acvariștilor de pești tropicali. Peștele este una dintre multe specii foarte asemănătoare, inclusiv Hemigrammus bleheri și Petitella georgiae, și este posibil ca exemplarele recoltate mai recent disponibile în comerțul cu pești deacvariu să fie membre ale uneia sau alteia dintre aceste specii similare. Denumirea obișnuită aplicată majorității acestor pești este „tetra cu nas ciudat”, deși alte denumiri comune sunt în circulație (cum ar fi „tetra cu cap de foc” pentru H. bleheri, conform FishBase ).

## Descriere
Tetra cu nas ciudat are o formă fusiformă, a cărei culoare corporală de bază este o culoare argintie translucidă, sufuzată la unele exemplare cu o nuanță verzuie: solzii verzi iridescenți adesea împodobesc peștele în punctul în care fontanelul întâlnește corpul. Aripioarele sunt hialine, cu excepția aripioarei caudale. Această aripă este împodobită cu dungi orizontale alb-negru, variabile ca număr, dar care cuprinde, de regulă, o dungă neagră centrală în porțiunea centrală a aripioarei cozii, cu două dungi negre orizontale pe fiecare lob caudal, spațiile dintre dungi fiind albe, numărul total de dungi negre fiind de cinci. Capul este de o culoare roșie profundă, iridiscentă în luciu, cu roșul continuând în irisul ochiului și o anumită colorație roșie se extinde dincolo de opercul în secțiunea anterioară a corpului. Unele exemplare clasificate ca Hemigrammus rhodostomus au trei dungi negre pe coadă în loc de cinci, iar unele exemplare clasificate drept Petitella georgiae au o dungă neagră în pedunculul caudal care se extinde înainte pe corp, peste care trece o linie subțire aurie iridescentă: cu toate acestea, dacă aceste caracteristici sunt determinanți fiabili ai identității speciilor încă nu a fost stabilit cu siguranță.

## Areal

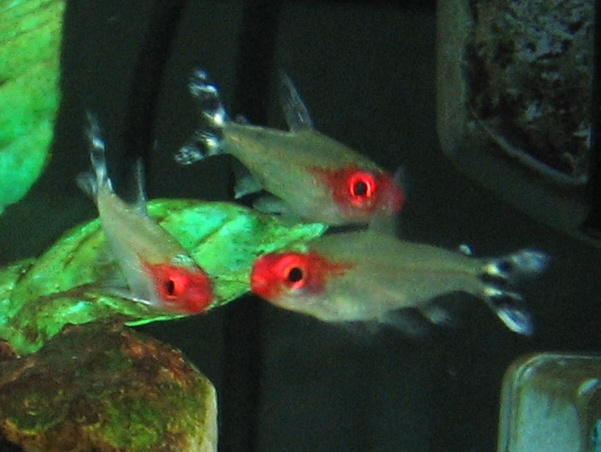
Hemigrammus bleheri

Cele trei specii diferite de pești, astfel cunoscuți sub denumirea de Tetra cu nas ciudat, au următoarele areale: 
Hemigrammus rhodostomus: Brazilia și Venezuela, în bazinul inferior al Amazonului, în statul Pará și râul Orinoco. Descris prima dată de Ahl, 1924.
Hemigrammus bleheri: bazinele Rio Negro și Rio Meta (fotografia prezentată aici este cea a unui grup de H. bleheri, care a fost descoperit de Heiko Bleher în 1965)
Petitella georgiae: bazinul superior al Amazonului în Peru, Rio Purus, Rio Negro și Rio Madeira (a fost descoperită într-un import de pești de acvariu din Peru la sfârșitul anilor 1950 în Elveția de către H. Boutiere).

## Habitat
Toate cele trei specii Tetra cu nas ciudat  ocupă secțiuni ale râurilor a căror chimie a apei este deficitară de minerale (moale), acidă și frecvent cu produse de descompunere a acidului humic din frunzele pe fundul râului (cunoscute sub denumirea de „ape negre” din cauza aspectului lor). Plantele acvatice sunt uneori prezente în aceste întinderi de apă, deși zona superioară a Rio Negro este mai puțin populată cu floră acvatică decât celelalte râuri din cauza umbririi din baldachinul pădurii tropicale. Peștii locuiesc în mod preferențial în regiunile cu adâncimi mijlocii și mijlocii spre mici.

## Intreținerea în acvariu
Detaliile de întreținere în acvariu a celor trei specii sunt mai mult sau mai puțin identice: Tetra cu nas ciudat este un pește de cârd, care prezintă un comportament de grup atât în sălbăticie, cât și în acvariu. În consecință, acești pești ar trebui menținuți în grupuri de nu mai puțin de șase exemplare, fiind de preferat un număr mai mare atunci când spațiul permite, de preferință într-un acvariu de aproximativ 25 de litri/80 litri. Toate cele trei specii sunt iubitori de apă caldă, intervalul de temperatură pentru întreținere fiind de 24 °C până la 31 °C, peștele necesitând uneori temperaturi de până la 33 °C pentru reproducere. În consecință, instalarea acestor pești cu peștii de apă mai rece este contraindicată: de exemplu, corydoras panda ar fi o companie pentru acești pești, deoarece acești pești preferă temperaturi mai scăzute și intervalele de temperatură ale celor două specii coincid prea puțin. Mulți pești pot fi ținuți cu Tetra cu nas ciudat, inclusiv unele specii mai mici de Gourami, alte specii de Tetra, pești Danio, curcubeele australiene, și diverși pești sanitari, cum ar fi Ancistrus. Tetra cu nas ciudat nu poate fi ținut cu alți pești ornamentali populari, cum ar fi cichlidele africane, deoarece trăiesc la parametri de apă foarte diferiți.
Chimia apei preferată de acești pești, așa cum se poate deduce cu ușurință din cea a habitatului sălbatic, este apa moale, acidă (este de preferat duritatea nu mai mare de 6 ° dH și pH-ul în jurul valorii de 6,4–7,0). Cu toate acestea, în scop de întreținere, pH-ul apei din acvariu poate varia între 5,6 și 7,4. Cu toate acestea, dacă se încearcă reproducerea în captivitate, Tetra cu nas ciudat are nevoie de apă acidă și moale. Un acvariu cu plante este bine primit de acești pești, în special dacă plantele includ specii cu frunze fine precum Cabomba și Myriophyllum . 
Hrănirea prezintă relativ puține probleme, deoarece peștii vor devora cu plăcere o serie de alimente preparate, precum și pește viu. În comun cu numeroase alte specii de Tetra, acestor pești le plac îndeosebi chironomidele vii (aceștia sunt larve acvatice aparținând genului Chironomus) și vor devora de asemenea Dafnia  vii. Spre deosebire de acele specii de tetra care se adaptează în acvariu la hrănirea de suprafață, Tetra cu nas ciudat nu sunt considerate susceptibile să consume larve vii de țânțari vii în acvariu, deși cazurile în care acești pești descoperă și se bucură de această mâncare sunt de obicei posibile: de obicei Tetra cu nas ciudat preferă să-și ia alimentele în regiunile medii și inferioare ale acvariului. 
Durata de viață în acvariu a Tetra cu nas ciudat este de obicei între 5 și 6 ani cu o întreținere atentă. Exemplarele excepționale pot trăi mai mult de 8 ani. 
Peștele este interesant prin faptul că poate acționa ca un "canar de mină" într-un acvariu, alertând acvaristul cu privire la problemele potențiale de poluare dintr-un acvariu. Când nivelurile anumitor deșeuri metabolice (amoniac, nitriți și nitrați) depășesc nivelurile critice, culoarea roșie rubin intensă a zonei faciale a peștelui devine palidă. Peștele devine, de asemenea, palid în aparență imediat după tulburarea care are loc în acvariu în urma unei schimbări de apă, dar în acest caz, odată furnizată apă curată, culoarea roșie intensă revine. Paloarea persistentă a capului trebuie să fie luată ca un semn că parametrii de chimie a apei în acvariu au nevoie de ajustări și că nivelurile de poluanți devin periculoși pentru locuitori. 

## Reproducere
Tetra cu nas ciudat prezintă provocări serioase chiar și acvariștilor experimentați din punctul de vedere al reproducerii, în principal datorită a doi factori: probabilitatea ca sterilitatea să rezulte dacă potențialii părinți sunt menținuți în apă cu un nivel prea ridicat de ioni de calciu dizolvați și creșterea lentă a puietului. O problemă suplimentară este aceea că diferențierea de gen este dificilă doar prin inspecție vizuală, ceea ce face ca selecția perechilor să fie în parte o chestiune de noroc, cu excepția cazului în care o femelă evident gravidă este disponibilă pentru selecție. Din nou, observații identice se aplică tuturor celor trei specii enumerate mai sus. 
Acvariul de reproducere pentru Tetra cu nas ciudat trebuie să fie sterilizat înainte de utilizare, deoarece peștele produce icre sensibile la infecțiile bacteriene și fungice. Utilizarea unui agent antifungic este recomandat să fie întreruptă după ce eclozarea s-a terminat pentru a preveni atacarea de către diferite ciuperci. 
Inutil de spus, având în vedere observațiile de mai sus despre sterilitatea probabilă dacă peștii sunt menținuți în apă ai căror parametri chimici sunt incorecți, părinții potențiali trebuie ținuți în apă moale, acidă pe parcursul vieții, dacă se vrea ca ei să rămână capabili de reproducere. Nerespectarea acestui lucru va distruge de la bun început șansele de succes. Mai mult decât atât, este foarte recomandat să filtrați apa din acvariul de reproducere cu turbă sau să folosiți alternativ unul dintre aditivii „Blackwater Tonic” disponibili în comerț pentru a asigura mediul chimic necesar pentru reproducere. Peștii părinți trebuie, în plus, să fie hrăniți intens cu alimente vii copioase pentru a îi aduce în condiții de reproducere ideale. 
Deși peștii preferă să eclozeze printre plante cu frunze fine, o problemă cu care se confruntă acvaristul în această privință este că majoritatea plantelor cu frunze fine disponibile în acvariu preferă niveluri ridicate de lumină (Cabomba este un caz particular în acest sens), în timp ce Tetra cu nas ciudat preferă să eclozeze în condiții de iluminare slabe. Soluțiile pentru acest lucru includ utilizarea mușchiului Java (o plantă care prospera chiar și la niveluri foarte scăzute de lumină și este un mediu ideal pentru eclozarea multor pești) sau utilizarea alternativelor sintetice („mopii de depunere” din nylon sunt de obicei amplasate acolo unde planta naturală adecvată nu este disponibilă). 
Părinții ar trebui introduși în acvariul de reproducere cu până la 7 zile înainte de naștere, hrăniți intens cu alimente vii și ținuți sub iluminare slabă. În plus, părinții au tendința de a prefera să procreeze în condiții de liniște și, astfel, acvariul ar trebui să fie situat departe de zonele cu trafic uman intens. Ridicarea lentă a temperaturii până la 32 °C și uneori 33 °C poate fi necesară în funcție de specimenele individuale. Eclozarea este dificil de observat, având loc sub iluminare slabă. 

## Dezvoltarea
Icrele fertile de Tetra cu nas ciudat necesită aproximativ 72 până la 96 de ore pentru a ecloza la 32   °C. Puietul petrece încă 24 până la 48 de ore absorbind sacul de gălbenuș, după care începe să înoate liber. În acest stadiu, hrana puietului trebuie să fie infuzoriile sau o hrană specială pentru puiet și să fie inițiate schimburi frecvente ale apei (aproximativ 10% din volumul acvariului la fiecare 24 până la 48 de ore).